# Fionn Ferreira

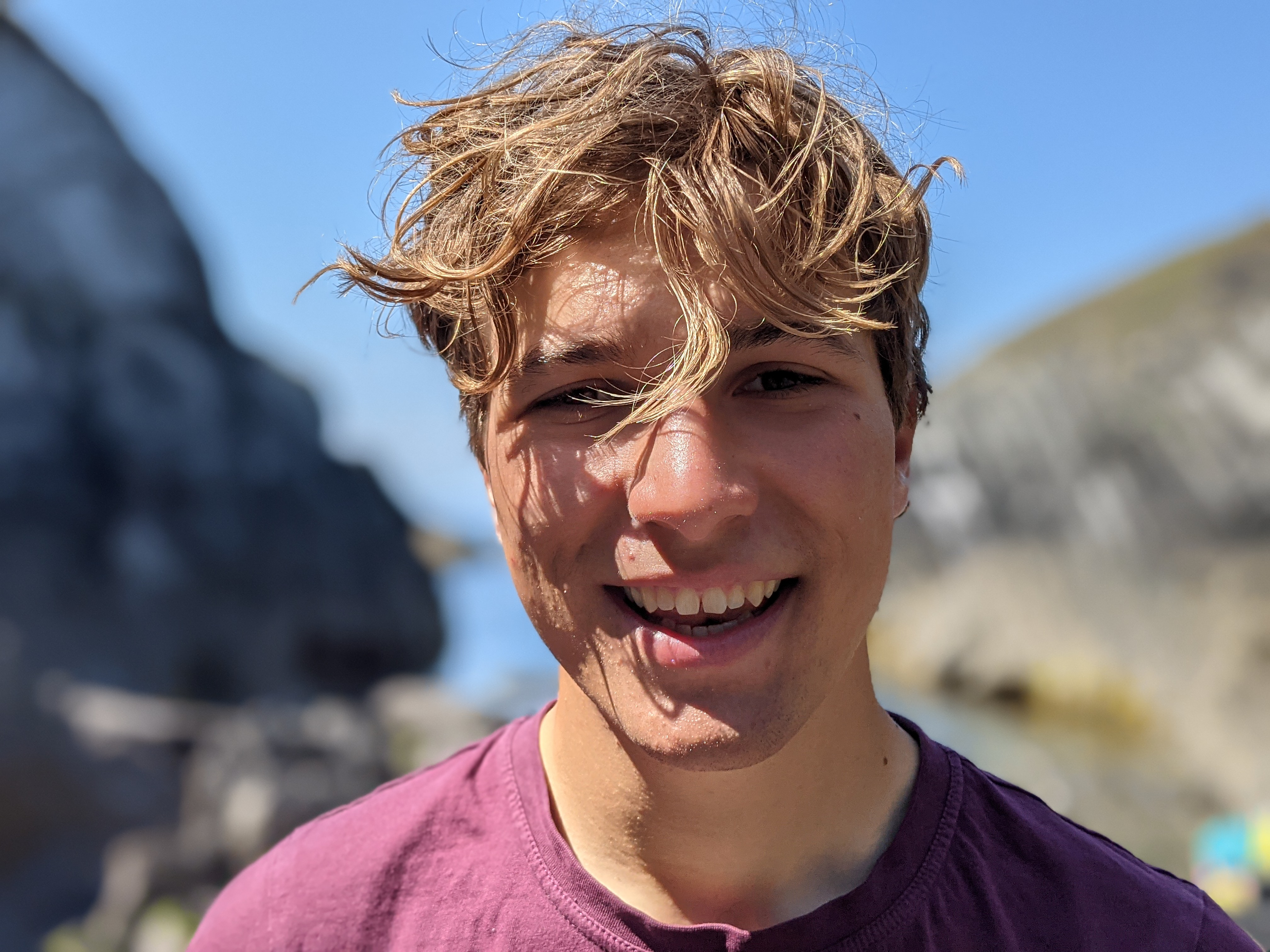
Fionn Ferreira (2021)

Fionn Miguel Eckardt Ferreira (* 2001/02 im County Cork) ist ein irischer Erfinder und unter den Forbes 30 Under 30 gelistet. Er entwickelte eine Methode zur Entfernung von Mikroplastik aus Wasser mithilfe einer natürlichen Ferrofluid-Mischung.

## Leben
Fionn Ferreira wuchs in Ballydehob auf und besuchte die St James’ National School in Durrus und anschließend bis 2019 das Schull Community College in Schull. Beim Kajakfahren an der Küste von Irland bemerkte er, dass immer mehr Plastik an der Küste angespült wurde. Daraufhin entwickelte er eine Methode zur Messung und Sammlung von Plastikabfall mit einem Fokus auf Mikroplastik. Mithilfe von Legosteinen, Holzstücken und Mikrocontrollern prüfte er auf das Vorhandensein von Mikroplastik. Ferreira nahm dreimal an der irischen Wissenschaftsmesse BT Young Scientist and Technology Exhibition teil, unter anderem mit den Projekten Let Sanils do the cleaning, An investigation into the antioxidant concentration of different berries using the Briggs-Rauscher reaction in conjunction with a photometer („Schnecken die Reinigung übernehmen lassen, Eine Untersuchung der Antioxidantienkonzentration verschiedener Beeren mithilfe der Briggs-Rauscher-Reaktion in Verbindung mit einem Photometer“) und An investigation into the removal of microplastics from water using ferrofluids („Eine Untersuchung zur Entfernung von Mikroplastik aus Wasser mittels Ferrofluiden“). Er arbeitete außerdem als Kurator am Schull Planetarium.
Zur Entwicklung des Verfahrens zur Entfernung von Mikroplastik aus Wasser wurde er durch einen Artikel des Physikers Arden Warner vom Fermi National Accelerator Laboratory inspiriert, der einen Ansatz zur Entfernung von Ölverschmutzungen mithilfe magnetischer Prinzipien entwickelt hatte. Ferreira fertigte ein Gerät an, das Partikel mit einer Extraktionsrate von 87,6 % (+/− 1,1 %) aus dem Wasser entfernt. Sein Projekt stellte er bei der Young Scientist and Technology Exhibition 2018 aus und erhielt dort den Intel Award, den Intellectual Ventures Award und belegte einen ersten Platz. Bei der Intel International Science and Engineering Fair 2018 gewann er den ersten Preis der American Chemical Society, belegte den zweiten Platz in der Kategorie Chemie und den ersten Platz in der Kategorie Arzneimittelchemikalien und verwandte Technologien und erhielt ein Stipendium für die University of Arizona sowie eine ehrenvolle Erwähnung der American Statistical Association. Bei der Google Science Fair 2019 gewann er den mit 50.000 US-Dollar dotierten globalen Hauptpreis.
Im Herbst 2019 begann Ferreira ein Bachelorstudium in Chemie an der Reichsuniversität Groningen, das er 2022 cum laude abschloss. Anschließend begann er dort ein Masterstudium in Chemie.
2020 gründete Ferreira das Unternehmen Fionn & Co., das sich ebenfalls mit der Entfernung von Mikroplastik beschäftigen soll. Ferreiras Arbeit war 2020/21 Thema einer Kampagne von Hewlett-Packard.
2018 benannte das Lincoln Laboratory einen kleinen Planeten nach Ferreira. Im Jahr 2021 wurde Fionn Ferreira von der  National Geographic Society als Young Explorer ausgezeichnet. 2021 wurde er in der Liste Forbes 30 Under 30 in der Kategorie Wissenschaft und Gesundheitswesen aufgeführt. Im September 2021 erhielt er den Premio Internazionale Giuseppe Sciacca für seine Bemühungen im Bereich des Umwelt- und Naturschutzes.